# 唐姑果
唐姑果（?—?），战国时期秦国人，墨家人物。《淮南子·修务训》作唐姑梁，《说苑·杂言》作唐姑。
山东墨者谢子，要去见秦惠文王。秦惠文王向唐姑果询问谢子。唐姑果怕秦王亲近谢子超过自己，于是说：谢子在东方能言善辩，为人狡诈，这次来，会竭力游说，取得秦国太子的欢心。秦王于是带着愤怒的成见来面会谢子。谢子劝说秦王，秦王不听。谢子不高兴，于是告辞离开。